# Anatol

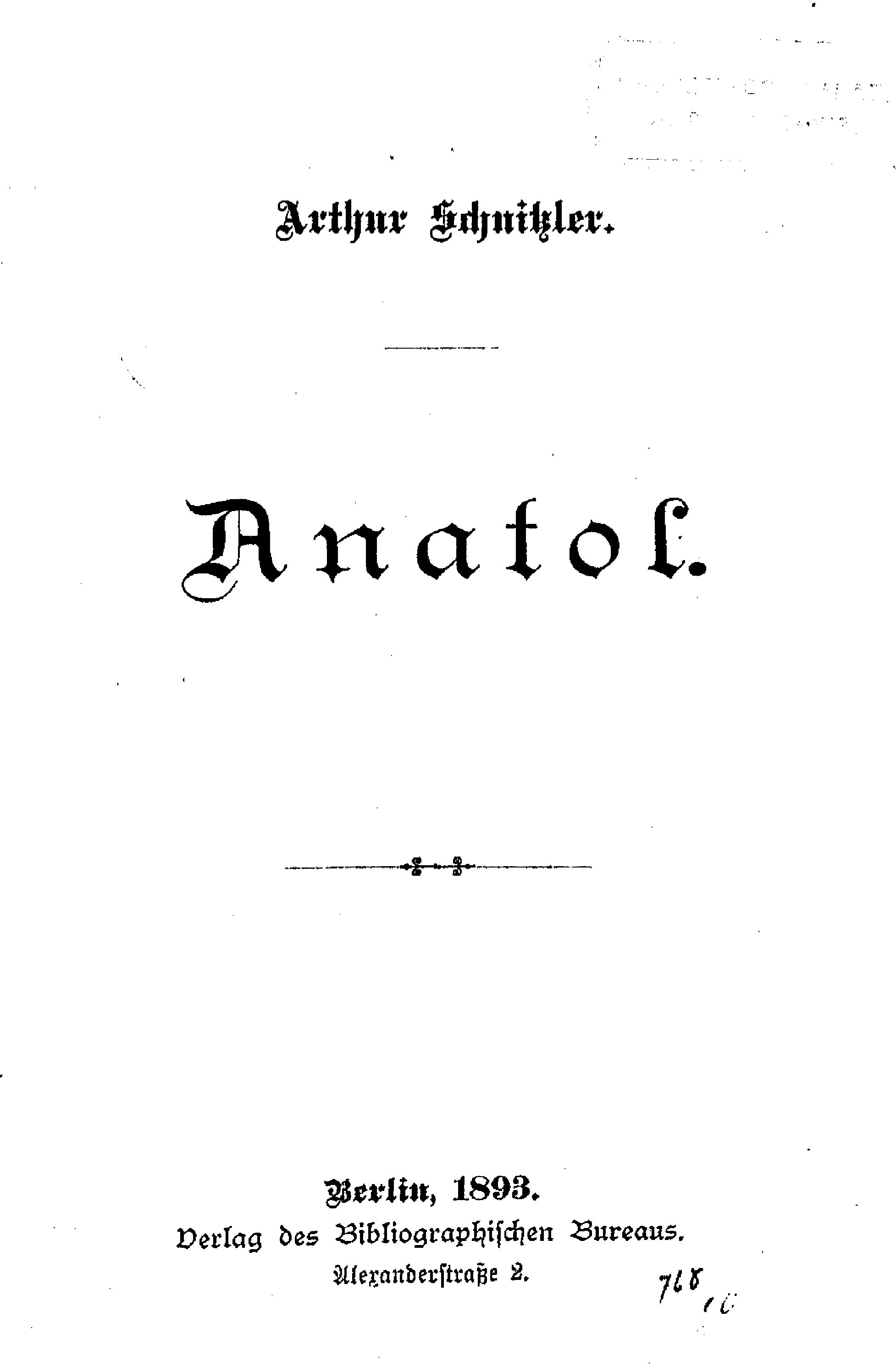
Portada de la obra.

Anatol es una obra de teatro escrita por Arthur Schnitzler en el año 1893. La introducción de la obra está firmada por Loris, un seudónimo de Hugo von Hofmannsthal, amigo de Schnitzler. La obra consta de siete actos, y trata sobre las andanzas de un joven burgués con distintas mujeres.